# Tata Motors
Tata Motors (Hindi: टाटा मोटर्स, ṭāṭā moṭars) ist der größte Automobilhersteller in Indien und gehört mehrheitlich zur Tata Group. Das Unternehmen ist im Finanzindex BSE Sensex gelistet.
Tata Motors verkaufte im Geschäftsjahr 2008/09, das für das Unternehmen von April bis März läuft, 291.993 Nutzfahrzeuge und 214.428 Personenkraftwagen. Die zum Unternehmen gehörende Tata Motorfinance finanzierte in dieser Zeit 153.007 Fahrzeuge. Am 31. März 2009 beschäftigte das Unternehmen 23.638 Mitarbeiter zuzüglich mehr als 7.000 in Tochterunternehmen. Fabriken des Unternehmens gibt es in Jamshedpur, Pune, Lakhnau, Pantnagar (Uttarakhand) und Dharwad.
Auf der Forbes-Liste der 2000 größten Unternehmen nahm Tata Motors im Jahr 2016 den Platz 278 ein.

## Geschichte
1945 wurde die Tata Engineering and Locomotive Co. Ltd. gegründet, die vornehmlich Lokomotiven produzierte. In Zusammenarbeit mit dem britischen Unternehmen Marshall, Sons & Co. wurde drei Jahre später die erste Straßenwalze fertiggestellt. Auf Grund einer Zusammenarbeit mit der Daimler-Benz AG konnte 1954 das erste Nutzfahrzeug das Unternehmen verlassen. 1959 wurde ein Forschungs- und Entwicklungszentrum in Jamshedpur eröffnet. 1961 wagte sich das Unternehmen erstmals auf den internationalen Markt und begann Exporte von Lkw nach Sri Lanka. 1966 wurde das Engineering Research Centre (technisches Forschungszentrum) des Unternehmens gegründet, welches sich speziell auf die Forschung und Entwicklung von Automobilen konzentrieren sollte. 1971 wurden die ersten Motoren mit Direkteinspritzung hergestellt. Die Produktion von schweren Nutzfahrzeugen begann 1983.
Mit dem Tata 407 verließ ab 1986 das erste in Indien konstruierte Nutzfahrzeug die Produktion. Dem 407 folgte der Tata 608. 1994 wurde mit der Daimler-Benz AG ein Joint-Venture abgeschlossen. Tata konnte damit Mercedes-Pkw produzieren. Mit dem Tata Indica wurde 1998 der erste von Tata vollständig in Indien produzierte Pkw hergestellt. 2001 endete das Joint-Venture für die Produktion von Mercedes-Pkw.

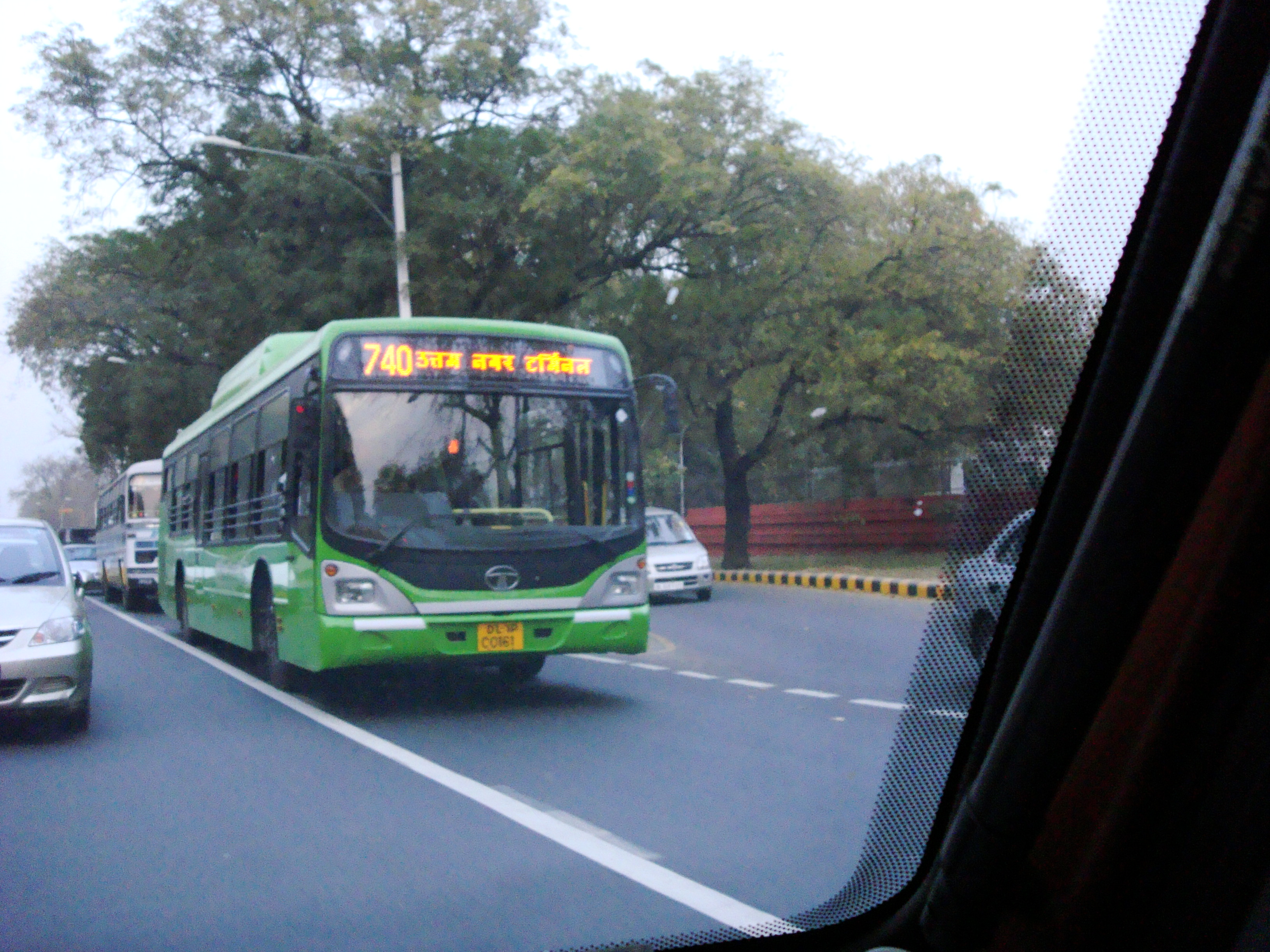
Bus von Tata in Delhi

2003 hatte das Unternehmen über drei Millionen Fahrzeuge produziert. Im September 2004 ging das Unternehmen an die New York Stock Exchange und war damit das erste dort gelistete indische Unternehmen. Im selben Jahr erwarb das Unternehmen Daewoo Commercial Vehicles Company, den zweitgrößten Lkw-Produzenten Koreas. Daraus ging Tata Daewoo Commercial Vehicle hervor, der seitdem weltweit sechstgrößte LKW-Hersteller. 2005 erwarb das Unternehmen 21 Prozent an Hispano Carrocera, einem Busproduzenten. Im selben Jahr verließ der einmillionste Pkw die Produktion.
Ende 2006 wurde Tata Motors kritisiert, da für den Bau einer Automobilfabrik des Unternehmens in Singur, Westbengalen fruchtbares Ackerland verwendet und damit etwa 15.000 Bauern die Lebensgrundlage genommen werden soll. Zwischen 2008 und 2018 stellte das Unternehmen den Tata Nano her, der mit einem Preis von zunächst 100.000 Rupien oder 1.700 Euro das billigste viersitzige Auto der Welt werden sollte.

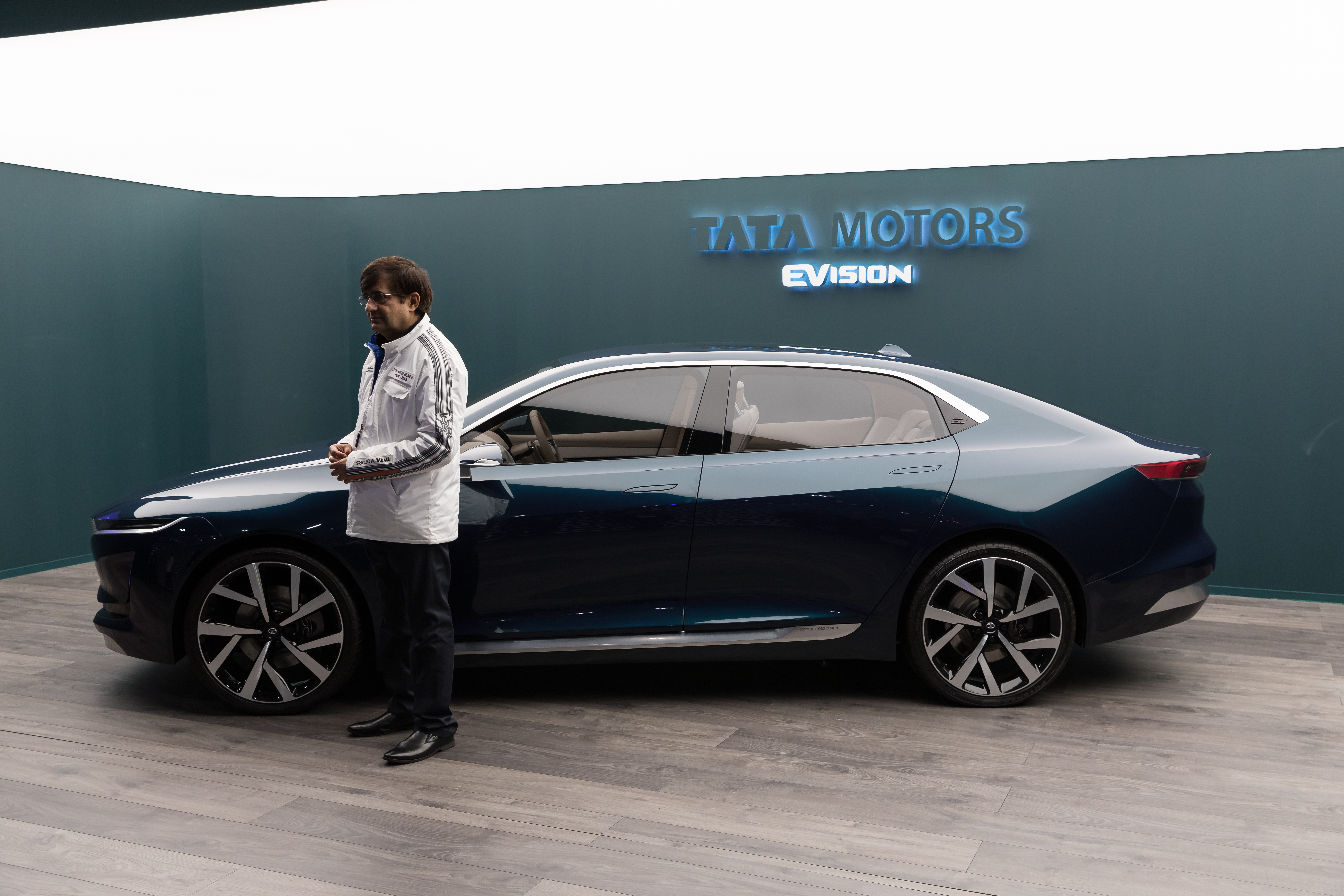
Studie EVision auf dem Genfer Auto-Salon 2018

Am 26. März 2008 gab Ford den Verkauf der Automobilmarken Jaguar und Land Rover an Tata Motors für 2,3 Milliarden Dollar bekannt. Tata galt schon seit Monaten als aussichtsreichster Bewerber um die Tochtergesellschaften von Ford. Zusammen mit diesen beiden Marken erwarb Tata auch die Markenrechte an den Marken Rover, Daimler und Lanchester.

## Tochterunternehmen
- Jaguar Land Rover Automotive PLC produziert als 100-prozentige Tochter von Tata Motors die Marken Jaguar und Land Rover.
- Tata Daewoo Commercial Vehicle Company Limited (TDCV) ist eine 100-prozentige Tochter des Unternehmens, die schwere Nutzfahrzeuge produziert.
- Telco Construction Equipment Company Limited (Telcon) gehört zu 60 Prozent zu Tata Motors. Das Unternehmen produziert Baumaschinen.
- Tata Technologies Limited (TTL) ist ein Tochterunternehmen, an dem Tata Motors zum Ende des Geschäftsjahres 2005/06 86,91 Prozent Anteile hielt. Das Unternehmen ist spezialisiert auf Informationstechnologien.
- TAL Manufacturing Solutions Limited gehört zu 100 Prozent Tata. Das Unternehmen produziert Werkzeugmaschinen und Automatisierungsanlagen.
- HV Transmissions Limited (HVTL) sowie HV Axles Limited sind 100-prozentige Töchter von Tata Motors. Sie produzieren Achsen sowie Kettenschützer für schwere und mittelschwere Nutzfahrzeuge.

Weitere 100-prozentige Töchter von Tata Motors sind Sheba Properties Limited, Concorde Motors (India) Limited, Tata Motors Insurance Services Limited sowie Tata Motors European Technical Centre plc.
Verbundene Unternehmen sind: Tata Cummins Limited, Tata AutoComp Systems Limited, Tata Precision Industries Pte. Ltd., Nita Co. Ltd. sowie Hispano Carrocera S.A.

## Modelle

### PKW und Geländewagen
- Tata Aria
- Tata Altroz
- Tata Bolt
- Tata Curvv (SUV)
- Tata Estate
- Tata Gurkha
- Tata Harrier
- Tata Hexa
- Tata Indica (Kleinwagen)

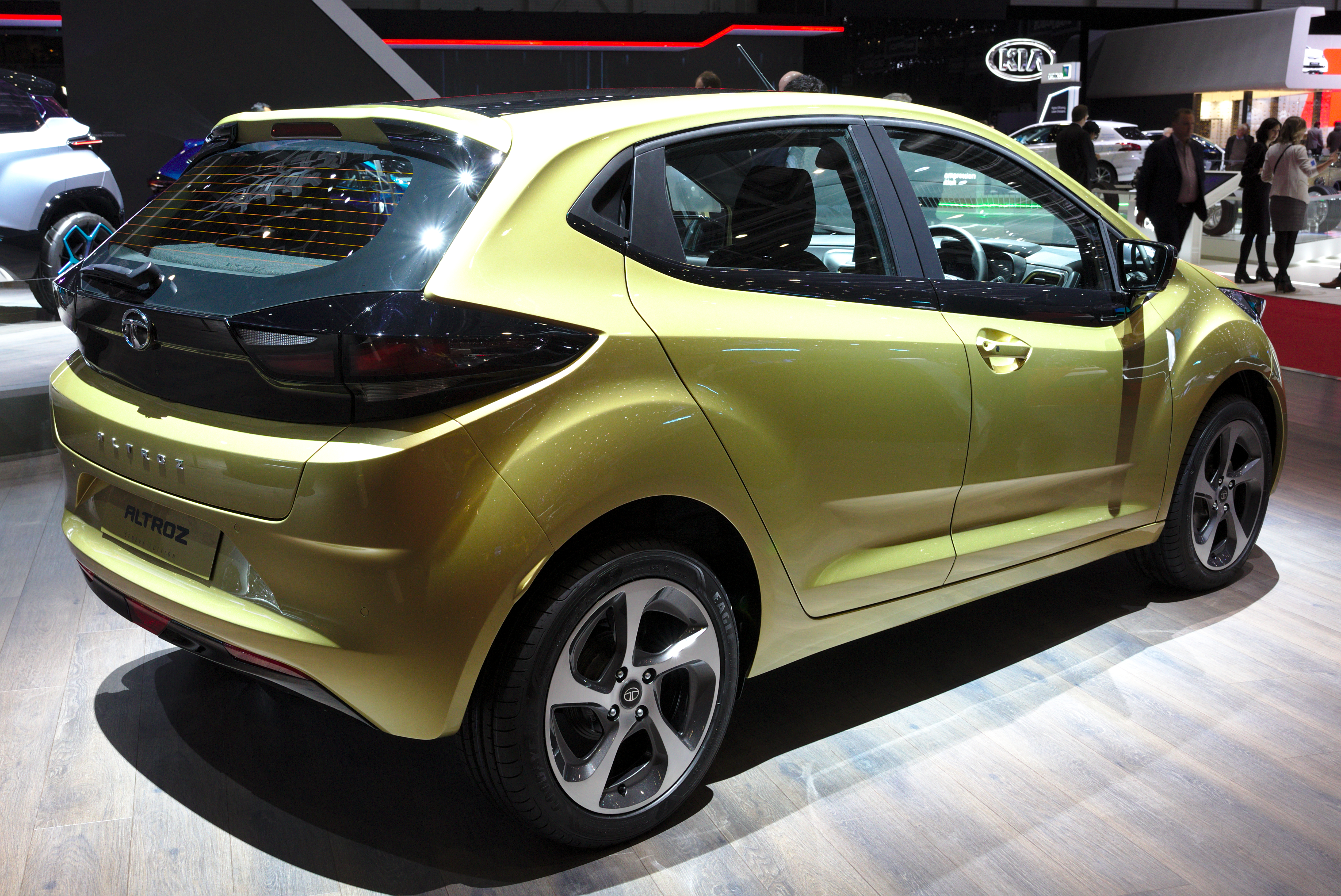
Tata Altroz

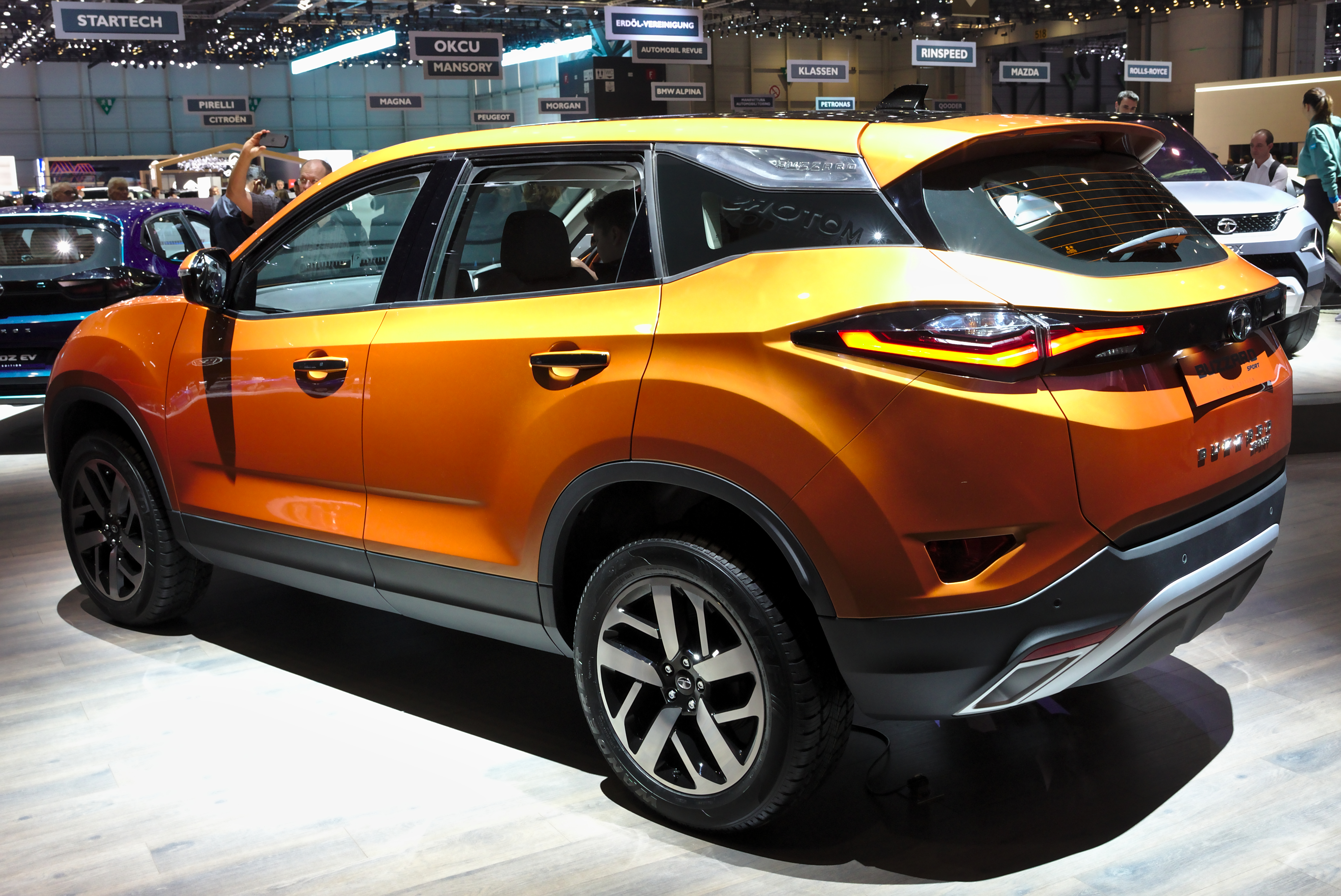
Tata Harrier

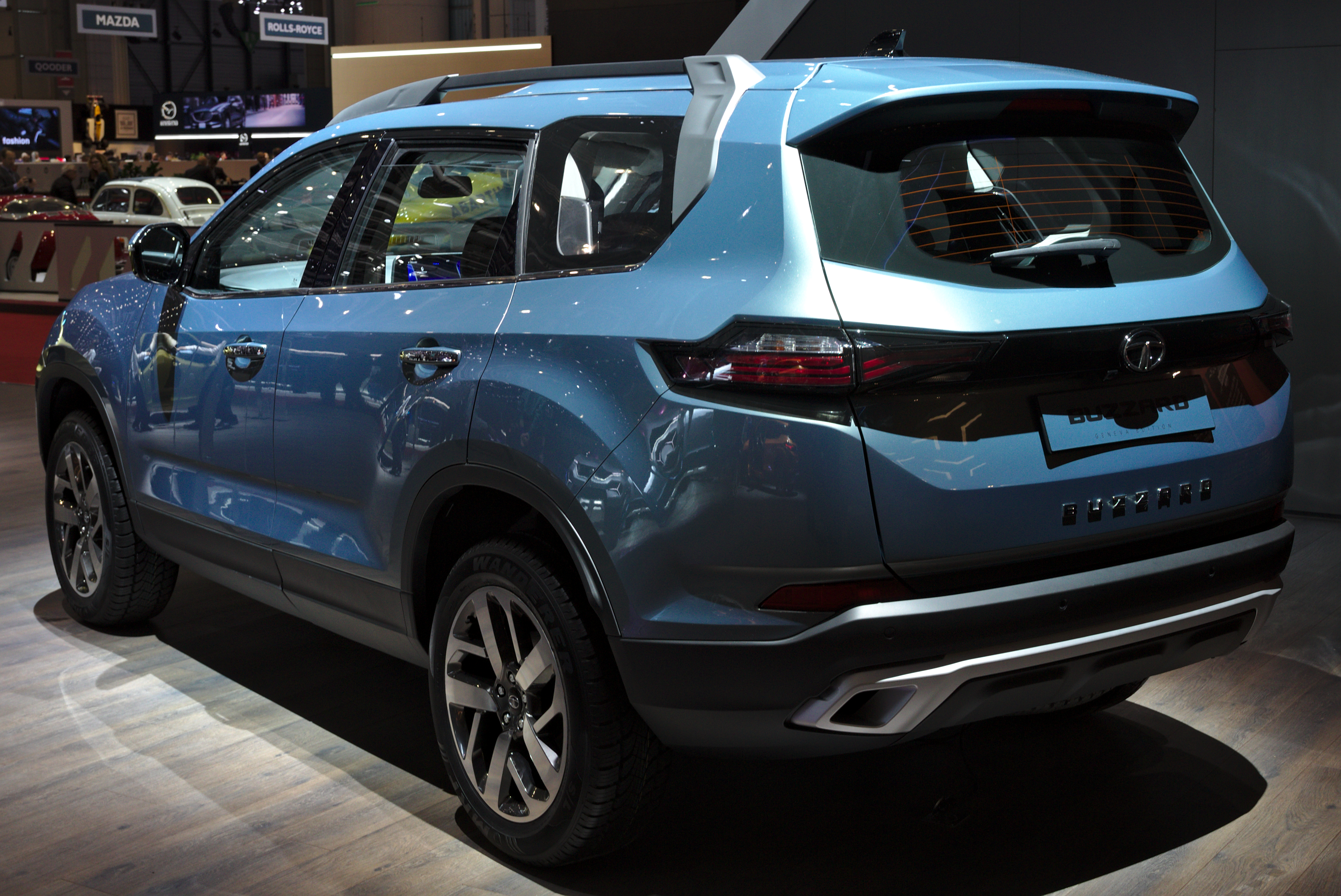
Tata Safari

- Tata Indigo/Indigo Marina (Stufenheck- und Kombimodelle auf der Indica-Plattform)
- Tata Manza
- Tata Nano
- Tata Nexon (SUV)
- Tata Punch (SUV)
- Tata Safari (SUV)
- Tata Safari (2021) (SUV)
- Tata Sierra/Tata Telcosport/Tata Sport (SUV)
- Tata Spacio
- Tata Sumo (Geländewagen)
- Tata Tiago (Kleinwagen)
- Tata Tigor
- Tata Xenon (Pick-up)
- Tata Zest
- Fiat Palio (in Indien vertrieben durch Tata Motors)
- Jaguar Cars (Jaguar Land Rover)
- Land Rover (Jaguar Land Rover)

### Konzeptfahrzeuge

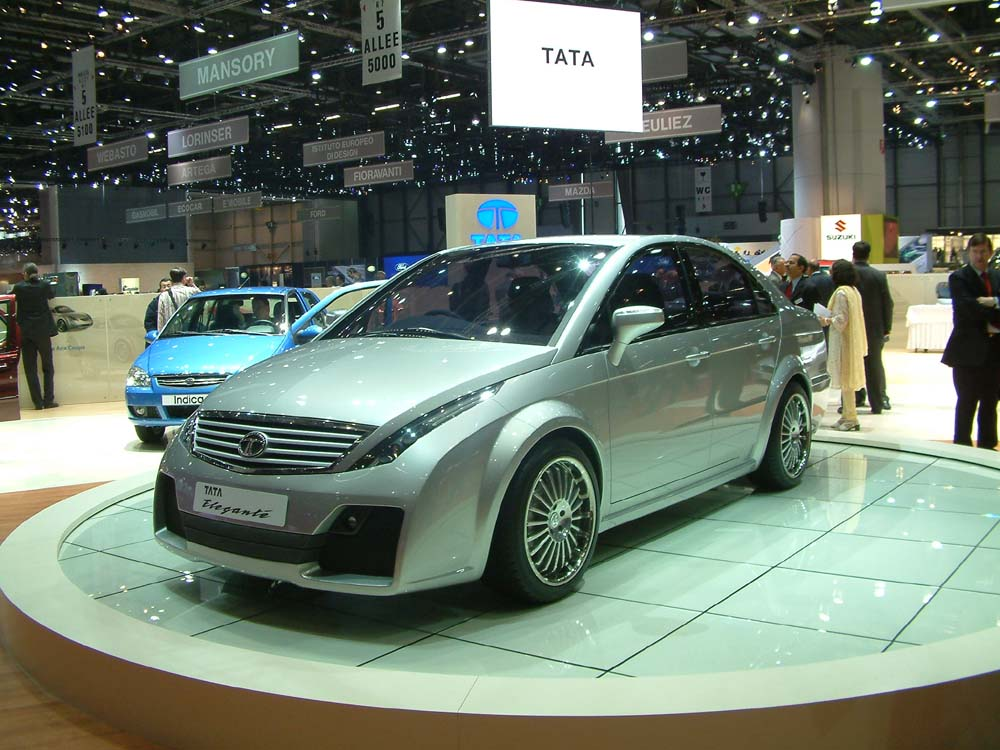
Tata Elegante beim Genfer Auto-Salon

- 2000 Tata Aria Roadster (Sportwagen)
- 2001 Tata Aria Coupe (Sportwagen)
- 2002 Tata Indiva (Geländewagen)
- 2004 Tata Indigo Advent (Crossoverversion des Indigo Marina)
- 2005 Tata Xover (Geländewagencrossover)
- 2006 Tata Cliffrider (Geländewagencrossover)

### Transporter und LKW
- Tata Ace
- Tata TL/Telcoline/207 DI Pick-up Truck (Früher Loadbeta)
- Tata Winger, Kleinbus, basierend auf Renault Trafic I
- Tata 407
- Tata 709 E
- Tata 1109 (mittelschwerer Laster)
- Tata 1510/1512 (mittlerer Bus)
- Tata 1610/1616 (schwerer Bus)
- Tata 1613/1615 (mittelschwerer Laster)
- Tata 2515/2516 (mittelschwerer Laster)
- Tata 3015 (schwerer Laster)
- Tata 3516 (schwerer Laster)
- Tata Novus (schwerer Laster entwickelt von Tata Daewoo)

### Militärfahrzeuge
- Tata 407 Truppentransporter, lieferbar als geschlossene und offene Version, 4×4- und 4×2-Versionen
- Tata LPTA 713 TC (4x4)
- Tata LPT 709 E
- Tata SD 1015 TC (4x4)
- Tata LPTA 1615 TC (4x4)
- Tata LPTA 1621 TC (6x6)
- Tata LPTA 1615 TC (4x2)

### Druckluftauto
Seit dem Jahr 2007 arbeitet Tata Motors gemeinsam mit MDI an der Entwicklung eines Druckluftautos.